# Antoinette d’Aubeterre
Antoinette Bouchard d’Aubeterre (* um 1530; † 1580) war eine französische Adelige aus der Familie Bouchard d’Aubeterre, die eine klassische Bildung genoss und bei François Viète Mathematik lernte. François war ihr Rechtsberater, persönlicher Sekretär und Vormund ihrer Tochter Catherine de Parthenay.

## Leben
Antoinette d’Aubeterre war die Tochter von François II. Bouchard, Seigneur d’Aubeterre, und Isabelle de Saint-Seine; ihr Bruder war François III. Bouchard d’Aubeterre († 1573).
Sie heiratete am 9. Mai 1553 Jean V. de Parthenay, Seigneur de Soubise, den Sohn von Jean IV. de Parthenay und Michelle de Saubonne, die Helvetischen Bekenntnisses waren; kurz nach der Hochzeit trat sie zur Konfession ihres Ehemanns über.
Ihre Tochter Catherine de Parthenay wurde am 22. März 1554 im Schloss Le Parc-Soubise geboren. Vor der Geburt Catherines hatte sie einen Sohn gehabt, der im Kindesalter gestorben war. Im gleichen Jahr 1554 befand sie sich am königlichen Hof, wo sie zu den Filles d’honneur der Königin Caterina de’ Medici gehörte.
1559 erreichte sie, dass man ihr den verurteilten protestantischen Pastor Fumée übergab, der dadurch gerettet wurde.
Im Juli 1562 wurde ihr Ehemann vom Prinzen Condé mit der Verwaltung der protestantischen Stadt Lyon beauftragt. Einige Tage zuvor hatte sie durch Poltrot de Méré, der mit seinem Bruder François III. Bouchard in ihre Nähe gekommen war, ihre großen Pferde nach Orléans geschickt. Poltrot de Méré, ein ehemaliger Page ihres Vaters, begleitete Soubise nach Lyon, der ihn in der Folgezeit dazu benutzte, den Briefwechsel zwischen sich und seiner Frau zu überbringen, da er ihn dazu geeignet erachtete, die zwischen ihnen gelegenen katholisch regierten Gebiete unbeschadet zu durchqueren.
Als Poltrot de Méré im Februar 1563 den Herzog François de Guise bei Orléans ermordete, wurde Parthenay – wohl zu Unrecht – beschuldigt, die Tat in Auftrag gegeben zu haben: Als Méré verhört wurde, denunzierte er Théodore de Bèze, Admiral Coligny und Jean de Parthenay als Mitwisser; der Admiral antwortete auf diese Anschuldigungen, aber Jean de Parthenay, der in Lyon abgeschnitten war, konnte sich dem Protest vom 12. März 1563, der von Châtillon, La Rochefoucauld und de Bèze in Caen unterzeichnet wurde, nicht anschließen.
Als Antoinette d‘Aubeterre erfuhr, dass die Katholiken sie und ihre Tochter in ihre Gewalt bringen und unter die Mauern von Lyon bringen wollten, um Soubise mit ihrem Tod zu drohen, wenn er den Ort nicht übergebe, schrieb sie ihm, er solle in diesem Fall ohne Rücksicht auf ihr Leben und das ihrer Tochter seine Pflicht tun. Zudem beauftragte sie François Viète, sich als ihr Rechtsberater mit dem Verdacht der Komplizenschaft Soubises zu befassen.
Als Jean de Parthenay zu Beginn des Sommers 1566 zurückkehrte, erkrankte er schwer. Am 8. August 1566 verfasste er sein Testament, in dem er erklärte, dass er nach der von den reformierten Kirchen des Königreichs eingehaltenen Form und Weise beerdigt werden wolle. Soubise starb am 1. September 1566.
Catherine heiratete 1568 – noch als Kind – in erster Ehe Charles de Quellenec, Baron du Pont (Pont-l’Abbé).
Die Ehe der beiden verlief schwierig, ihr Mann wollte sie in ein Schloss in der Bretagne bringen, sie wiederum wollte die Verbindung aufheben lassen, und hielt den Grund dazu auch schriftlich fest: Am 6. September 1570, als Quelennec Catherine wegbringen wollte, schrieb sie einen Brief an ihre Mutter Antoinette, in dem sie erklärt, dass sie gezwungen sei, ihrem Ehemann zu folgen und sich nicht so um ihre kranke Mutter kümmern könne, wie sie es wolle; sie erklärte, sie sei dieselbe, die sie „am Vorabend meiner Hochzeit war und die ich seit meiner Geburt immer gewesen bin“.
Catherine schmuggelte die Briefe aus dem Schloss; sie waren mit unsichtbarer Tinte aus Orangen- oder Zitronensaft und in griechischer und lateinischer Sprache an ihre Mutter Antoinette d’Aubeterre und ihren ehemaligen Hauslehrer geschrieben. Antoinette wandte sich an den Herzog von Anjou (den späteren König Heinrich III. (1574–1589)) und dessen Mutter Caterina de’ Medici, um Rat einzuholen, die sich aber auf die Seite Quelennecs stellten. Antoinette wandte sich daraufhin schriftlich an König Karl IX. und der Fall wurde am 11. September 1571 vor den Großen Rat gebracht, von dem er an Ärzte- und Richtergremien verwiesen wurde.
Antoinette verfasste ihr Testament am 16. August 1570 in La Rochelle; in diesem Testament wünscht sie, in Mouchamps neben ihrem Ehemann bestattet zu werden.
Quelennec wurde in der Bartholomäusnacht (Nacht vom 23. auf den 24. August 1572) ermordet, womit sich der Eheprozess erledigt hatte.
Catherine heiratete mit Ehevertrag vom 10. September 1575 in zweiter Ehe René II. de Rohan, der sich drei Jahre um die Hand Catherines bemüht hatte, aber von Antoinette d’Aubeterre zurückgewiesen wurde, solange er noch der jüngere Sohn der Familie war – erst als sie von einem Boten über den Tod älteren Bruders Henri I. de Rohan am 25. Juni 1575 informiert worden war, stimmte sie der Ehe zu. René und Catherine hatten mehrere berühmt gewordene Kinder: Henri II. de Rohan, den berühmten Offizier, seinen Bruder Benjamin, Herr von Soubise, und ihre Schwester Anne.
Antoinette Bouchard d’Aubeterre lebte noch am 14. Februar 1577, als sie Henriette von Rohan, die Tochter von René de Rohan und ihrer Tochter Catherine de Parthenay, zusammen mit dem Prince de Condé im Tempel von Saint-Yon über das Taufbecken hielt. Ihr Todesjahr wird mit 1580 angegeben.